# National Board of Review Awards 1929
La 1ª edizione dei National Board of Review Awards si è tenuta nel 1929.
Non ha assegnato un premio al miglior film, ma ha segnalato i migliori dieci film e i migliori film stranieri dell'anno.

## Migliori dieci film
- Alleluja! (Hallelujah!), regia di King Vidor
- Applause, regia di Rouben Mamoulian
- Broadway, regia di Pál Fejös
- Cercasi avventura (Bulldog Drummond), regia di F. Richard Jones
- Disraeli, regia di Alfred E. Green
- The Letter, regia di Jean de Limur
- Paris Bound, regia di Edward H. Griffith
- Il principe consorte (The Love Parade), regia di Ernst Lubitsch
- Romanzo d'amore (The Case of Lena Smith), regia di Josef von Sternberg
- The Valiant, regia di William K. Howard

## Migliori film stranieri
- Arsenale (Arsenal), regia di Aleksandr Petrovič Dovženko
- Heimkehr, regia di Joe May
- Ottobre - I dieci giorni che sconvolsero il mondo (Oktyabr': Desyat' dney kotorye potryasli mir), regia di Sergej Michajlovič Ėjzenštejn
- La passione di Giovanna d'Arco (La passion de Jeanne d'Arc), regia di Carl Theodor Dreyer
- Piccadilly, regia di Ewald André Dupont